# Carmen Jones (film)
Carmen Jones è un film del 1954 diretto da Otto Preminger e interpretato da Dorothy Dandridge e Harry Belafonte, trasposizione del musical omonimo del 1943 scritto da Oscar Hammerstein II basato a sua volta sull'opera Carmen di Georges Bizet. Così come nel musical, anche nel film il cast è composto interamente da attori di colore e l'ambientazione è spostata da fine Ottocento al periodo della seconda guerra mondiale.
Nel 1955 è stato proiettato ai festival di Cannes e Berlino e si è aggiudicato due Golden Globe e due candidature ai Premi Oscar, tra cui quello a Dorothy Dandridge che è stata la prima attrice afro-americana a ricevere la candidatura come migliore attrice protagonista.
Nel 1992 è stato inserito tra i film conservati nel National Film Registry della Biblioteca del Congresso degli Stati Uniti in quanto giudicato "di rilevante significato estetico, culturale e storico".

## Trama
Carmen Jones è un'operaia che lavora in una fabbrica di paracaduti della Carolina del Nord presidiata dall'aviazione americana. Dopo aver danneggiato un paracadute durante un litigio con una collega, Carmen viene arrestata ma nel tragitto verso la prigione di Jacksonville riesce a sedurre il caporale Joe e a far perdere le sue tracce. Joe viene messo agli arresti per averla lasciata scappare e una volta libero incontra di nuovo la donna, che lo spinge ad abbandonare la caserma e fuggire con lei a Chicago.
La nuova vita si rivela particolarmente dura e le difficoltà dell'esistenza a fianco del fuggiasco Joe inducono Carmen ad abbandonarlo per diventare l'amante del campione di pugilato Husky Miller. Braccato dalla polizia militare, Joe va in cerca di Carmen che sta assistendo a un incontro della sua nuova fiamma e la scongiura invano di tornare da lui. Folle di gelosia, Joe la uccide e attende l'arrivo della polizia.

## Produzione
Quando Otto Preminger vide il musical prodotto da Billy Rose, andato in scena a Broadway dal 2 dicembre 1943, lo liquidò come una serie di «sketch parodistici liberamente ispirati all'opera» e con una partitura «semplificata e modificata in modo che potessero cantarla artisti senza una formazione operistica». Ciò che il regista voleva fare era realizzare «un film drammatico con la musica piuttosto che un film musicale convenzionale», così decise di tornare alla novella originale di Prosper Mérimée e assunse lo sceneggiatore Harry Kleiner per espandere la storia oltre i limiti dell'opera di Bizet e della successiva interpretazione di Hammerstein.

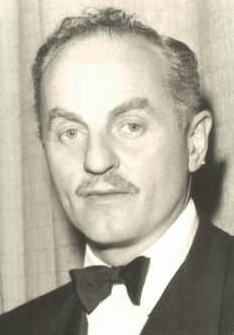
Il produttore Darryl F. Zanuck

Consapevole che nessuno dei grandi studi avrebbe finanziato un film operistico con un cast "all-black", Preminger decise di produrlo in modo indipendente e cercò di coinvolgere Arthur B. Krim e Robert S. Benjamin della United Artists, che un anno prima lo avevano sostenuto nella battaglia contro la censura di La vergine sotto il tetto, ma i due dirigenti rinunciarono a investire nel progetto.
Con grande sorpresa di Preminger fu invece il produttore Darryl F. Zanuck, vicepresidente della 20th Century Fox, che si offrì di finanziare Carmen Jones con 750 000 dollari permettendogli di lavorare in modo completamente indipendente, nonostante il regista avesse appena pagato 150 000 dollari per annullare il suo contratto con la major. Nel dicembre del 1953 iniziò il periodo di pre-produzione, furono ingaggiati Sam Leavitt come direttore della fotografia, Herschel Burke Gilbert come direttore musicale e il futuro regista Herbert Ross come coreografo.
Il 14 aprile 1954, sei settimane prima dell'inizio delle riprese, Preminger fu contattato da Joseph Breen della Motion Picture Association of America, con il quale si era scontrato nel periodo di La vergine sotto il tetto e che era ancora contrariato dal successo ottenuto dal film uscito senza il marchio di approvazione del Production Code. Breen evidenziò la «eccessiva enfasi sulla lussuria» e la mancanza di «un giudizio di condanna sulla completa mancanza di etica di Carmen», così che il regista accettò di apportare alcune modifiche minori allo script e girò persino due versioni di alcune scene che il censore aveva ritenuto discutibili.
Su suggerimento di Zanuck, per evitare problemi riguardanti la rappresentazione razziale la sceneggiatura fu sottoposta anche al segretario esecutivo della National Association for the Advancement of Colored People Walter Francis White, che non ebbe nulla da obiettare.

### Il cast
Nel 1954 Harry Belafonte era un giovane artista con al suo attivo una canzone (Matilda) e un film di scarso successo (Bright Road), ma aveva appena vinto il Tony Award e il Theatre World Award per la sua performance in John Murray Anderson's Almanac e Preminger decise di affidargli il ruolo di Joe.
La parte di Frankie fu assegnata a Pearl Bailey, cantante e attrice nota per le apparizioni in alcuni varietà televisivi, quello di Husky Miller a Joe Adams, disc jockey di Los Angeles senza esperienza di recitazione, mentre la modella Diahann Carroll fece un provino per il ruolo principale, ma era così terrorizzata che riuscì a malapena a concentrarsi sulla scena e Preminger gli affidò il ruolo secondario di Myrt.
Lo stesso Preminger conosceva bene Dorothy Dandridge, cantante e attrice con molti film già al suo attivo, ma riteneva che non avesse il sex appeal richiesto dal ruolo di Carmen, in particolare dopo averla vista come schiva insegnante in Bright Road, a fianco di Belafonte. Nel loro primo incontro il regista le disse che era "adorabile" e sembrava una "modella" e "una bellissima farfalla" ma non Carmen, e le suggerì di fare un'audizione per il ruolo di Cindy Lou.
L'attrice prese la sceneggiatura e nell'incontro successivo si presentò con un aspetto e un atteggiamento totalmente diversi, esattamente come Preminger immaginava la protagonista. Il regista rimase impressionato da questa "trasformazione" e programmò un provino per la metà di maggio, affidando nel frattempo il ruolo di Cindy Lou alla sconosciuta Olga James.

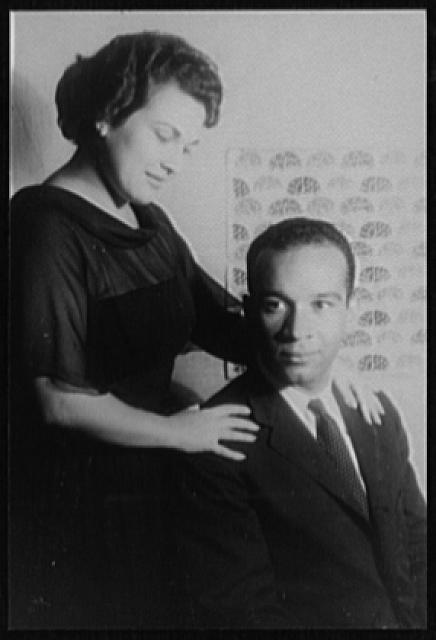
Marilyn Horne (qui con il marito Henry Lewis), voce di Carmen nelle parti cantate

Il 21 maggio 1954 Preminger annunciò che Dorothy Dandridge sarebbe stata la protagonista del film. Inizialmente entusiasta di interpretare uno dei migliori ruoli cinematografici mai offerti a una donna afroamericana, l'attrice iniziò però a dubitare della sua capacità di rendere giustizia al personaggio e dopo alcuni giorni comunicò che voleva ritirarsi dal progetto. Il regista si recò nel suo appartamento per rassicurarla e non solo riuscì a convincerla, ma tra i due iniziò anche un'appassionata relazione che sarebbe durata quattro anni.
In precedenza, altre cantanti/attrici avevano sostenuto un provino per interpretare la protagonista, tra cui Eartha Kitt che aveva però rifiutato la parte una volta appreso che sarebbe stata doppiata nelle parti cantate. La decisione era stata presa dalla produzione e riguardava tutto il cast (ad eccezione di Pearl Bailey la cui voce era considerata adatta), che seppure composto da cantanti non aveva la formazione e la gamma per cimentarsi con le partiture operistiche.
La registrazione della colonna sonora iniziò il 18 giugno 1954. Harry Belafonte fu doppiato da LeVern Hutcherson, mentre per la voce di Carmen fu inizialmente scelta il soprano Katherine E. Hilgenberg, all'epoca solista con il Roger Wagner Chorale, che registrò un certo numero di brani prima di abbandonare a causa del comportamento dispotico di Otto Preminger.
Fu quindi scritturata Leontyne Price, che dovette però rinunciare subito a causa di una malattia e la scelta finale ricadde sulla diciannovenne Marilyn Horne, all'epoca studentessa alla USC, che registrò nuovamente le parti già cantate dalla Hilgenberg. «Feci tutto il possibile per imitare la voce di Dorothy Dandridge», ha ricordato in seguito, «passai molte ore con lei. In effetti, una delle ragioni per cui fui scelta per questo doppiaggio era il fatto che riuscivo ad imitare la sua voce nel registro corretto».

### Riprese
Le riprese iniziarono il 30 giugno 1954 e proseguirono fino alla fine di luglio. Il film fu girato in CinemaScope interamente in California: gli esterni ambientati nella Carolina del Sud furono in realtà realizzati a El Monte, nella contea di Los Angeles, mentre gli interni di Chicago furono girati negli studi cinematografici di Culver City.
I titoli di apertura e la locandina del film furono creati dall'illustratore statunitense Saul Bass, segnando l'inizio di una lunga relazione professionale con Otto Preminger.

## Brani
Così come il musical di Broadway, il film utilizza la colonna sonora dell'opera di Bizet con il nuovo libretto di Oscar Hammerstein II.
L'assolo di batteria in Beat Out Dat Rhythm on a Drum è eseguito dal percussionista jazz Max Roach.
- Send Them Along – Coro
- Lift 'Em Up an' Put 'Em Down – Coro
- Dat Love – Carmen
- You Talk Jus' Like My Maw – Joe, Cindy Lou
- You Go For Me – Carmen
- Carmen Jones is Going to Jail – Coro
- There's a Cafe on the Corner – Carmen
- Dis Flower – Joe
- Beat Out Dat Rhythm on a Drum – Frankie
- Stan' Up an' Fight – Husky Miller
- Whizzin' Away Along de Track – Carmen, Frankie, Myrt, Dink, Rum
- There's a Man I'm Crazy For – Carmen, Frankie, Myrt, Dink, Rum
- Card Song – Carmen, Frankie, coro
- My Joe – Cindy Lou
- He Got His Self Another Woman – Cindy Lou
- Final Duet – Carmen, Joe
- String Me High on a Tree – Carmen, Joe

## Distribuzione
Terminate le riprese, i primi di agosto lo studio pubblicitario della 20th Century Fox iniziò a occuparsi della promozione sia del film sia della sua protagonista. Dorothy Dandridge apparve sulla rivista Ebony e sulla copertina di Life, oltre a eseguire alcuni brani del film dal vivo in una trasmissione televisiva il 24 ottobre 1954, quattro giorni prima della première che si tenne al Rivoli Theatre di New York. Il 1º novembre il film fu proiettato anche a Los Angeles e nel 1955 fu mostrato in concorso al Festival di Cannes e alla 5ª edizione del Festival di Berlino, dove fu premiato dal pubblico con l'Orso di bronzo.
Quella di Cannes fu peraltro l'unica occasione in cui i francesi ebbero la possibilità di vedere il film, dal momento che gli eredi dei librettisti dell'opera originale, Henri Meilhac e Ludovic Halévy, avevano citato la 20th Century Fox per aver utilizzato testi differenti sulla musica di Bizet impedendo la distribuzione nelle sale. A causa di questa controversia legale, in Francia i cinema sono stati autorizzati a mostrare il film solo nel 1981, oltre 25 anni dopo.
Negli anni successivi è stato proiettato altre due volte al Festival di Berlino: nel 1993, nella retrospettiva dedicata ai film girati con il sistema CinemaScope, e nel 1999 in quella dedicata a Otto Preminger.
Nel 2002 è stato distribuito in DVD dalla 20th Century Fox e nel 2004 è uscita un'edizione del British Film Institute, con le biografie di Otto Preminger, Dorothy Dandridge, Harry Belafonte e Saul Bass come extras.

### Date di uscita
- Stati Uniti – 28 ottobre 1954
- Svezia – 7 marzo 1955
- Irlanda – 29 aprile 1955
- Australia – 12 maggio 1955
- Germania Ovest – 16 marzo 1956
- Portogallo – 21 maggio 1956
- Finlandia – 24 agosto 1956
- Austria – Settembre 1956
- Turchia – Novembre 1956
- Argentina – 16 dicembre 1956
- Danimarca – 1 luglio 1957
- Giappone – 9 aprile 1960
- Ungheria – 5 luglio 1962
- Spagna – 4 novembre 1963
- Francia – 16 dicembre 1981

## Accoglienza

### Incassi
Realizzato con un budget di circa 750 000 dollari, il film si rivelò un grande successo al box office riportando un incasso di 9,8 milioni di dollari.

### Critica
Il sito Rotten Tomatoes riporta il 75% di recensioni con un giudizio positivo, con un voto medio di 6,1 su 10.
La rivista Variety scrisse che Preminger aveva trasferito il musical sul grande schermo «con gusto e immaginazione in una produzione opulenta» e diretto il film «con un tocco abile, mescolando senza difficoltà la commedia e la tragedia», mentre sul New York Times il critico Bosley Crowther lo definì «un melodramma sessuale con musica intellettuale e un folle agglomerato di numeri bizzarri... la storia non è tanto intensa quanto piuttosto lurida e leggermente farsesca, con i personaggi negri presentati da Preminger come semiseri devoti del sesso... Non c'è niente di sbagliato nella musica, tranne che non si adatta ai personaggi né alle parole».
Lo storico del cinema Georges Sadoul trovò la sceneggiatura «non sempre convincente rispetto al testo dell'opera, perché la progressione vi è meno drammatica», pur elogiando le interpretazioni e la regia «efficace, benché alquanto fredda».

## Riconoscimenti
- New York Film Critics Circle Awards 1954
Candidatura per il miglior film
Candidatura per il miglior regista a Otto Preminger
- Premio Oscar 1955
Candidatura per la miglior attrice protagonista a Dorothy Dandridge
Candidatura per la migliore colonna sonora di un film musicale a Herschel Gilbert
- Golden Globe 1955
Miglior film commedia o musicale
Miglior attore debuttante a Joe Adams[36]
- Festival di Cannes 1955
Candidatura alla Palma d'oro a Otto Preminger
- Festival internazionale del cinema di Berlino 1955
Orso di bronzo a Otto Preminger
- Locarno Festival 1955
Premio della giuria della Radio della Svizzera Italiana[37]
Premio della critica ticinese per la migliore attrice a Dorothy Dandridge
- Writers Guild of America Award 1955
Candidatura per la migliore sceneggiatura di un musical statunitense a Harry Kleiner
- BAFTA Awards 1956
Candidatura per il miglior film internazionale
Candidatura per la migliore attrice straniera a Dorothy Dandridge